# أتلتيكو أتلانتا
أتليتيكو أتلانتا (بالإسبانية:Club Atlético Atlanta) ، هو نادي رياضي في الأرجنتين ، أسس بتاريخ 12 أكتوبر عام 1904م في العاصمة الأرجنتينية بيونس آيرس.

## نادي أتلانتا والألعاب المختلفة
تتوفر نادي أتلتيكو أتلانتا للألعاب الرياضية المختلفة مثل الفنون القتالية وكرة قدم وكرة اليد والملاكمة و غيرها

## تأسيسه
أسس النادي في العاصمة الأرجنتينية بتاريخ 12 أكتوبر سنة 1904م ، ويُقال أنه سُمي أتلانتا نسبة إلى مدينة أتلانتا في ولاية جورجيا الأمريكية التي تعرضت لزلزال قوي.

## ديربي المباراة

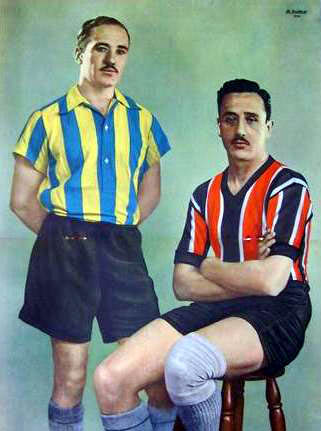
اللاعب سانتياغو كاريغنانو من نادي أتلانتا و فرانشيسكو سانتيا لاعب نادي شاكارتيا، والصورة تعود سنة 1936م.

كان منافس لنادي اتلانتا هو نادي شاكارتيا ، ويعد الديربي الأول سنة 1922م.

## الملعب الرياضي
تتوفر ملعب النادي في العاصمة بيونس آيرس بوجود ملعب رياضي يعرف دون ليون كولبوفسكي ، والتي شيدت الملعب سنة 1960م.

## المصدر
1. ↑  Deportes en Atlanta – official site نسخة محفوظة 10 سبتمبر 2013 على موقع واي باك مشين. [وصلة مكسورة]
2. ↑  Museo del Sentimiento Bohemioنسخة محفوظة 06 أبريل 2012 على موقع واي باك مشين.
3. ↑  Historia de Atlanta – official site [وصلة مكسورة] نسخة محفوظة 25 أبريل 2012 على موقع واي باك مشين.

## وصلات خارجية
- Official site (Spanish)